# Андерсон, Шерри
Ше́рри А́ндерсон (англ. Sherry Anderson; род. 6 января 1964, Принс-Альберт, Саскачеван) — канадская кёрлингистка.
Играет на позиции четвёртого (в 2010—2015 в команде Стефани Лоутон играла на позиции третьего). Скип своей команды.

## Спортивная карьера
Начала заниматься кёрлингом в 8 лет.
Участвовала, представляя провинцию Саскачеван, в восьми чемпионатах Канады, из них четыре раза как скип. На своём первом чемпионате в 1994, будучи скипом, заняла 4-е место, проиграв в полуфинале на тот момент двукратной чемпионке Канады Конни Лалибёрте. На следующем чемпионате в 1995 её команда не прошла в плей-офф, выиграв в шести и проиграв в пяти матчах группового этапа. На чемпионате в 2000 она была запасной в команде Джун Кэмпбелл (англ. June Campbell); команда вышла в плей-офф, но проиграла в четвертьфинале будущему вице-чемпиону команде Келли Лоу. На чемпионате в 2002 Андерсон, снова как скип, проиграла в финале Колин Джонс. На чемпионате в 2004 команда скипа Андерсон вновь не вышла в плей-офф, на групповом этапе выиграв 7 матчей и проиграв 4, заняв в итоге 5-е место.
В 2010 Андерсон присоединилась к команде Стефани Лоутон на позиции третьего, и, будучи вице-скипом, она и Лоутон фактически на равных, как два скипа, обсуждали ход игры и принимали решения. На чемпионате в 2014 Андерсон вместе с командой Лоутон проиграли в матче за 3-е место команде Челси Кэри; на следующий год, на чемпионате 2015 они вновь заняли 4-е место, проиграв в матче за бронзовую медаль команде Рэйчел Хоман, на тот момент двукратной чемпионке Канады и вице-чемпионке мира.
Дважды попадала в состав «команды всех звёзд» (англ. All-Stars teams) чемпионатов Канады — в 2010 как скип, в 2015 как третий.
Четыре раза получала на чемпионатах Канады «Приз имени Мардж Митчелл за спортивное мастерство» — в 2004, 2014, 2015 и 2018.
Андерсон и со своими командами, и с Лоутон принимала участие, часто небезуспешное, во многих турнирах: в частности, с командой Лоутон дважды выиграла Кубок Канады по кёрлингу (в 2010, победив в финале олимпийскую вице-чемпионку Шерил Бернард, и в 2012, победив в финале команду Дженнифер Джонс, где заболевшую Джонс заменяла как скип её третий, Кейтлин Лоус).
После чемпионата Канады 2015 Андерсон ушла из команды Лоутон и вновь набрала собственную команду, пригласив в неё молодых кёрлингисток.
В 2024 была введена в Зал славы канадского кёрлинга.

## Достижения
- Чемпионат Канады по кёрлингу среди женщин: серебро (2002), бронза (1994).
- Канадский олимпийский отбор по кёрлингу: серебро (2001).
- Кубок Канады по кёрлингу: золото (2010, 2012), серебро (2004).
- Чемпионат мира по кёрлингу среди ветеранов: золото (2018, 2019, 2023).
- Чемпионат Канады по кёрлингу среди ветеранов: золото (2017, 2018, 2019, 2021, 2022), серебро (2016).

## Команды
| Сезон       | Четвёртый      | Третий          | Второй                      | Первый            | Запасной                              | Турниры                       |
| ----------- | -------------- | --------------- | --------------------------- | ----------------- | ------------------------------------- | ----------------------------- |
| 1993—94     | Шерри Андерсон | Kay Montgomery  | Donna Gignac                | Elaine McCloy     | Cathy Fahlman                         | ЧК 1994                       |
| 1994—95     | Шерри Андерсон | Kay Montgomery  | Donna Gignac                | Elaine McCloy     | Twyla Fisher                          | ЧК 1995 (7 место)             |
| 1995—96     | Шерри Андерсон | Kay Montgomery  | Donna Gignac                | Elaine McCloy     |                                       | [ 6 ]                         |
| 1998—99     | Шерри Андерсон | Kim Hodson      | Sandra Mulroney             | Donna Gignac      |                                       |                               |
| 1999—00     | Шерри Андерсон | Kim Hodson      | Sandra Mulroney             | Donna Gignac      |                                       |                               |
| 1999—00     | June Campbell  | Кэти Уолтер     | Karen Daku                  | Leanne Whitrow    | Шерри Андерсон                        | ЧК 2000 (4 место)             |
| 2000—01     | Шерри Андерсон | Kim Hodson      | Sandra Mulroney             | Donna Gignac      |                                       |                               |
| 2001—02     | Шерри Андерсон | Kim Hodson      | Sandra Mulroney             | Donna Gignac      | Heather Walsh тренер: Ron Meyers      | КООК 2001 · ЧК 2002           |
| 2002—03     | Шерри Андерсон | Kim Hodson      | Sandra Mulroney             | Donna Gignac      |                                       | КК 2003 (5 место)             |
| 2003—04     | Шерри Андерсон | Kim Hodson      | Sandra Mulroney             | Donna Gignac      | Heather Walsh (ЧК) тренер: Bob Miller | КК 2004 · ЧК 2004 (5 место)   |
| 2004—05     | Шерри Андерсон | Kim Hodson      | Heather Walsh               | Donna Gignac      |                                       |                               |
| 2004—05     | Стефани Лоутон | Марлиз Кэснер   | Шерри Синглер               | Челси Мэтсон      | Шерри Андерсон тренер: Bob Miller     | ЧК 2005 (4 место)             |
| 2005—06     | Шерри Андерсон | Kim Hodson      | Heather Walsh               | Donna Gignac      | Эмбер Холланд                         | КООК 2005 (5 место)           |
| 2006—07     | Шерри Андерсон | Kim Hodson      | Heather Walsh               | Donna Gignac      |                                       |                               |
| 2007—08     | Шерри Андерсон | Kim Hodson      | Heather Walsh               | Donna Gignac      |                                       |                               |
| 2008—09     | Шерри Андерсон | Kim Hodson      | Heather Walsh               | Donna Gignac      |                                       |                               |
| 2009—10     | Шерри Андерсон | Kim Hodson      | Heather Walsh               | Donna Gignac      |                                       |                               |
| 2010—11     | Стефани Лоутон | Шерри Андерсон  | Шерри Синглер               | Марлиз Кэснер     |                                       | КК 2010                       |
| 2011—12     | Стефани Лоутон | Шерри Андерсон  | Шерри Синглер               | Марлиз Кэснер     |                                       | КК 2011 (7 место) · ККК 2012  |
| 2012—13     | Стефани Лоутон | Шерри Андерсон  | Шерри Синглер               | Марлиз Кэснер     | Кори Моррис (КООК) тренер: Рик Фолк   | КК 2012 · КООК 2013 (7 место) |
| 2013—14     | Стефани Лоутон | Шерри Андерсон  | Шерри Синглер               | Марлиз Кэснер     | Дайлин Сивертсон тренер: Рик Фолк     | ЧК 2014 (4 место)             |
| 2014—15 (1) | Шерри Андерсон | Шерри Синглер   | Марлиз Кэснер               | Стефани Шмидт     |                                       | КК 2014 (4 место)             |
| 2014—15 (2) | Стефани Лоутон | Шерри Андерсон  | Шерри Синглер Стефани Шмидт | Марлиз Кэснер     | Лана Вэй тренер: Рик Фолк             | ЧК 2015 (4 место)             |
| 2015—16     | Шерри Андерсон | Jessica Hanson  | Elyse Lafrance              | Brie Spilchen     |                                       |                               |
| 2015—16     | Шерри Андерсон | Patty Hersikorn | Brenda Goertzen             | Anita Silvernagle |                                       | ЧКВ 2016                      |
| 2016—17     | Шерри Андерсон | Patty Hersikorn | Brenda Goertzen             | Anita Silvernagle |                                       | ЧКВ 2017                      |
| 2017—18     | Шерри Андерсон | Kourtney Fesser | Krista Fesser               | Karlee Korchinski | Ким Шнейдер тренер: Рик Фолк          | ЧК 2018 (11 место)            |
| 2017—18     | Шерри Андерсон | Patty Hersikorn | Brenda Goertzen             | Anita Silvernagle | тренер: Билл Чирхарт                  | ЧКВ 2018 · ЧМВ 2018           |
| 2018—19     | Шерри Андерсон | Patty Hersikorn | Brenda Goertzen             | Anita Silvernagle | тренер: Билл Чирхарт                  | ЧМВ 2019                      |
| 2020—21     | Шерри Андерсон | Nancy Martin    | Chaelynn Kitz               | Бреанна Напп      | Эмбер Холланд тренер: Shane Kitz      | ЧК 2021 (6 место)             |
| 2021—22     | Шерри Андерсон | Patty Hersikorn | Brenda Goertzen             | Anita Silvernagle | Denise Hersikorn (ЧМВ)                | ЧКВ 2021 · ЧМВ 2022 (5 место) |
| 2022—23     | Шерри Андерсон | Patty Hersikorn | Brenda Goertzen             | Anita Silvernagle | тренер: Билл Чирхарт (ЧМВ)            | ЧКВ 2022 · ЧМВ 2023           |

(скипы выделены полужирным шрифтом)

## Частная жизнь
Окончила университет Carlton Comprehensive High School.
Замужем, муж Колин Кобин (англ. Colin Coben), трое пасынков: Крис (Chris, род. 1976), Кимберли (Cimberly, род. 1978), Кортни (Courtney, род. 1984).
Работает как владелец и партнёр (англ. owner/partner) в компании мужа, C&S Promotions.